# Аргыш (Дюртюлинский район)
Аргыш (баш. Арғыш) — деревня в Дюртюлинском районе Республики Башкортостан Российской Федерации. Входит в состав Черлаковского сельсовета. 

## География

### Географическое положение
Расстояние до:
- районного центра (Дюртюли): 37 км,
- центра сельсовета (Черлак): 6 км,
- ближайшей ж/д станции (Янаул): 119 км.

## Население
| 2002 | 2009 | 2010 |
| ---- | ---- | ---- |
| 132  | ↘121 | ↘112 |

Национальный состав
Согласно переписи 2002 года, преобладающая национальность — марийцы (97 %)